# موتيسية جرداء
موتيسية جرداء (الاسم العلمي: Mutisia glabrata) هو نوع نباتي يتبع جنس الموتيسية من فصيلة النجمية.